# 67070 Rinaldi
67070 Rinaldi è un asteroide della fascia principale. Scoperto nel 2000, presenta un'orbita caratterizzata da un semiasse maggiore pari a 3,0526621 UA e da un'eccentricità di 0,1679038, inclinata di 3,99102° rispetto all'eclittica.